# Roberto Di Matteo
Roberto Di Matteo (Schaffhausen, Suiza, 29 de mayo de 1970) es un exfutbolista y entrenador italiano. Jugaba de centrocampista. Actualmente es agente del Jeonbuk Hyundai de la K League.

## Carrera como futbolista
Roberto Di Matteo, nacido en Suiza de padres italianos, inició su carrera en el FC Schaffhausen antes de unirse al Aarau, con el que ganó la Superliga de Suiza en 1993. Luego se trasladó a la Lazio, donde se consolidó como mediocampista bajo los técnicos Dino Zoff y Zdeněk Zeman, llegando a la selección italiana. 
En 1996 fichó por el Chelsea, donde fue pieza clave en la resurgencia del club. Anotó goles decisivos en finales, incluyendo el más rápido en una final de la FA Cup en Wembley (1997). Ganó varios títulos con el Chelsea, pero una grave lesión en 2000 lo obligó a retirarse en 2002, con 175 partidos y 26 goles en el club.

## Carrera como entrenador
Inicios

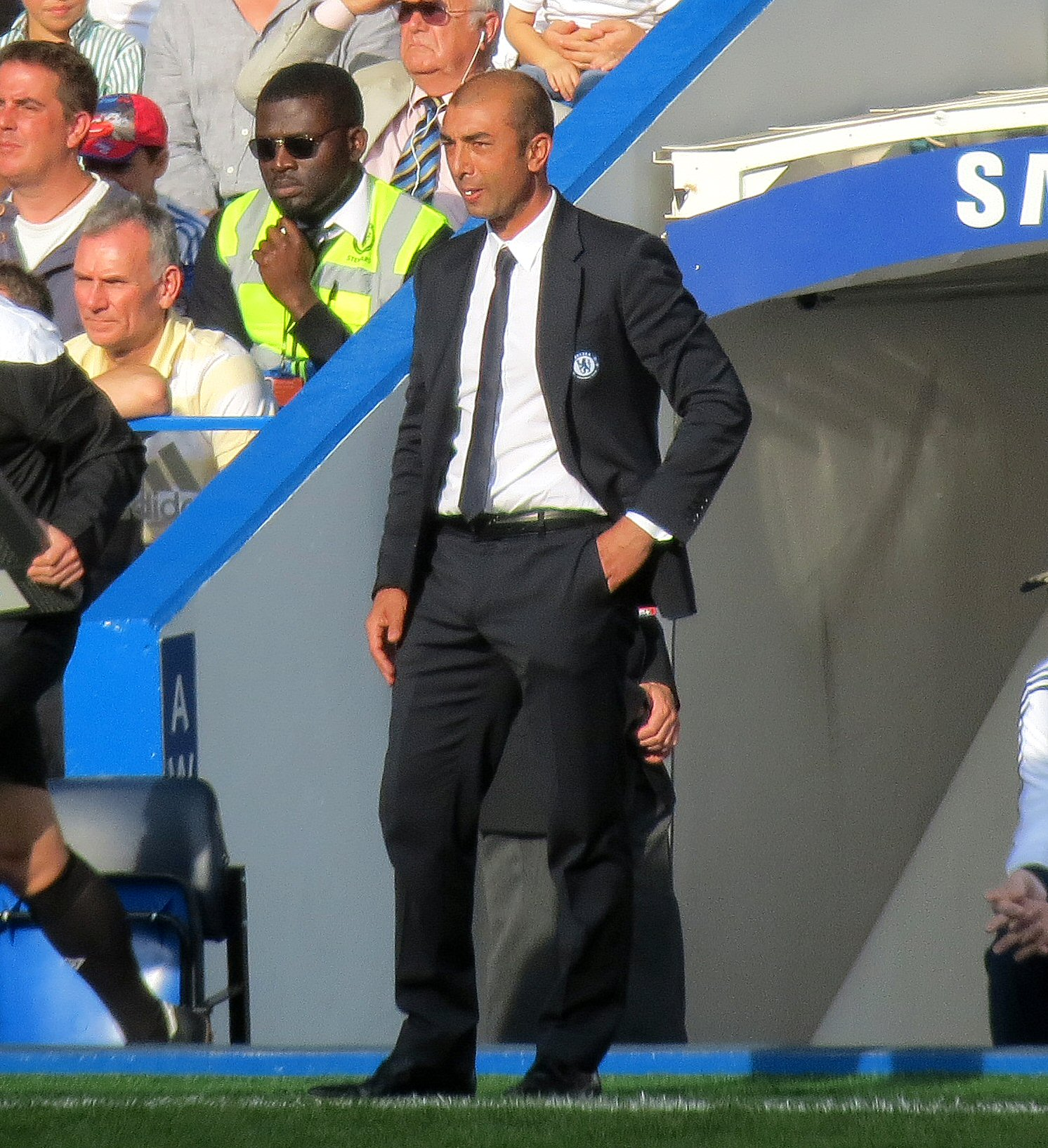
Di Matteo en Chelsea

Di Matteo se estrenó como entrenador en 2008, al frente del Milton Keynes Dons. También dirigió al West Bromwich Albion.
Chelsea
Posteriormente, en marzo de 2012, fue nombrado técnico del Chelsea F. C. de la Premier League de Inglaterra, con el que ganó la FA Cup y la Liga de Campeones de la UEFA a pesar de llegar como entrenador interino tras la destitución de André Villas-Boas.
El 13 de junio de 2012, se anunció su renovación con el club "blue" por dos temporadas. Sin embargo, el 21 de noviembre de 2012, Di Matteo fue destituido tras obtener deficientes resultados tanto en la Premier League como en la Champions (perdió por 3-0 contra la Juventus en Europa y cedió el liderato en la Liga apenas 2 semanas antes).
Schalke 04
El 7 de octubre de 2014, Di Matteo firmó como nuevo técnico del Schalke 04. Se hizo cargo del equipo renano en 11º puesto tras 7 jornadas y acabó la primera vuelta de la Bundesliga como 5º clasificado. En la Liga de Campeones, el Schalke alcanzó los octavos de final, donde al igual que el año anterior fue eliminado por el Real Madrid, pero a diferencia de aquella ocasión (resultado global de 9-2), el equipo de Gelsenkirchen estuvo a punto de dar la sorpresa y eliminar al conjunto madridista (resultado global de 5-4). Finalmente, tras una floja recta final de la temporada, el Schalke 04 terminó 6º, clasificándose para la Liga Europa. Sin embargo, Di Matteo dimitió tres días después del término de la temporada.
Aston Villa
El 2 de junio de 2016, el Aston Villa confirmó a Di Matteo como nuevo entrenador. Tras 4 meses al mando del equipo villano, el 3 de octubre fue destituido de su cargo tras conseguir una sola victoria en los primeros 12 partidos, posicionando al conjunto inglés en el 19º escalafón.
Jeonbuk Motors
El 4 de enero de 2023, se incorporó al Jeonbuk Motors de la K-League en calidad de consejero técnico.

## Selección nacional
Fue internacional con la selección de fútbol de Italia en 34 ocasiones y marcó 2 goles. Debutó el 16 de noviembre de 1994, en un encuentro ante la selección de Croacia que finalizó con marcador de 2-1 a favor de los croatas.

### Participaciones en Copas del Mundo
| Mundial                        | Sede    | Resultado        |
| ------------------------------ | ------- | ---------------- |
| Copa Mundial de Fútbol de 1998 | Francia | Cuartos de final |

### Participaciones en Eurocopas
| Edición       | Sede       | Resultado    |
| ------------- | ---------- | ------------ |
| Eurocopa 1996 | Inglaterra | Primera fase |

## Clubes

### Como futbolista
| Equipo             | País       | Año       | Partidos | Goles |
| ------------------ | ---------- | --------- | -------- | ----- |
| F. C. Schaffhausen | Suiza      | 1988-1991 | 50       | 2     |
| F. C. Zürich       | Suiza      | 1991-1992 | 34       | 6     |
| F. C. Aarau        | Suiza      | 1992-1993 | 33       | 1     |
| S. S. Lazio        | Italia     | 1993-1996 | 87       | 7     |
| Chelsea F. C.      | Inglaterra | 1996-2002 | 119      | 26    |

### Como entrenador
| Club                 | País                 | Año                  | PJ  | PG  | PE | PP | % v.   |
| -------------------- | -------------------- | -------------------- | --- | --- | -- | -- | ------ |
| Milton Keynes Dons   | Inglaterra           | 2008-2009            | 52  | 27  | 11 | 14 | 58.97% |
| West Bromwich Albion | Inglaterra           | 2009-2011            | 83  | 40  | 19 | 24 | 55.82% |
| Chelsea              | Inglaterra           | 2012                 | 42  | 24  | 9  | 9  | 64.29% |
| Schalke 04           | Alemania             | 2014-2015            | 33  | 14  | 7  | 12 | 49.49% |
| Aston Villa          | Inglaterra           | 2016                 | 12  | 1   | 7  | 4  | 27.78% |
| Total en sus equipos | Total en sus equipos | Total en sus equipos | 222 | 106 | 53 | 63 | 55.71% |
| Fuente               |                      |                      |     |     |    |    |        |

## Palmarés

### Como futbolista

#### Campeonatos nacionales
| Título           | Club          | País       | Año     |
| ---------------- | ------------- | ---------- | ------- |
| Super Liga Suiza | F. C. Arau    | Suiza      | 1992-93 |
| FA Cup           | Chelsea F. C. | Inglaterra | 1997    |
| Copa de la Liga  | Chelsea F. C. | Inglaterra | 1998    |
| FA Cup           | Chelsea F. C. | Inglaterra | 2000    |
| Community Shield | Chelsea F. C. | Inglaterra | 2000    |

#### Copas internacionales
| Título              | Club          | País       | Año     |
| ------------------- | ------------- | ---------- | ------- |
| Recopa de Europa    | Chelsea F. C. | Inglaterra | 1997-98 |
| Supercopa de Europa | Chelsea F. C. | Inglaterra | 1998    |

### Como entrenador

#### Campeonatos nacionales
| Título | Club          | País       | Año  |
| ------ | ------------- | ---------- | ---- |
| FA Cup | Chelsea F. C. | Inglaterra | 2012 |

#### Copas internacionales
| Título                | Club          | País     | Año  |
| --------------------- | ------------- | -------- | ---- |
| UEFA Champions League | Chelsea F. C. | Alemania | 2012 |